# Momus (artista)

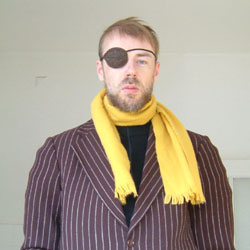
Momus

Nicholas Currie (nacido el 11 de febrero de 1960 en Paisley, Escocia), más conocido bajo el nombre de Momus (como el dios griego de la burla), es un autor, cantante y compositor de música pop británico, y ex-bloguero de la revista Wired. Sus canciones suelen ser autobiográficas y entre sus temas de predilección están el concepto de perversión y de la represión social a la cual está sometida. Entre sus intereses también se cuentan la cultura japonesa, la construcción de la identidad, los viajes en el tiempo y el sexo. Su estilo musical es una almagama de influencias, con elementos electrónicos en el sonido y una clara intención pop (letras trabajadas sobre temas personales, y temas cantados).

## Biografía
Nicholas Currie nació en Paisley, Escocia, el 11 de febrero de 1960, hijo de una pareja de académicos. En 1981 crea la banda de post-punk Happy Family, con quien empezará a tocar durante sus años de instituto en su ciudad natal. Después de graduarse en Literatura Inglesa en la universidad, Currie crea el personaje de Momus alrededor de 1986, con el cual comenzará a abordar temas más polémicos.
A partir de 1987 se muda a Londres donde es contratado por el sello discográfico Creation Records, para el cual compone tres álbumes, The Poison Boyfriend, Tender Pervert y Don't Stop The Night, que ayudan a definir su estilo como una combinación de música pop bailable con letras complejas que tratan temas como la pedofilia, el adulterio y la necrofilia. En los años 90, después de la publicación de su álbum Hipopotamomus, reside en diferentes países como Francia, Japón e Inglaterra  y realiza colaboraciones con artistas japoneses, componiendo canciones como Good Morning World para la cantante Kahimi Karie en 1995. A principios de los años 2000, Momus presenta su disco Folktronic, en el cual revisita sus estilos anteriores añadiendo una capa folk y electrónica, muy a la moda por aquel entonces. Desde entonces, ha continuado publicando discos bajo su propio nombre y colaborando en trabajos de otros artistas.

## Vida personal
Actualmente vive en Osaka, Japón. Quedó ciego en su ojo derecho tras haber contraído una queratitis por Acanthamoeba, debido a una lente de contacto sucia, mientras pasaba unas vacaciones en Grecia. Es primo del bajista Justin Currie, líder de la banda de indie rock Del Amitri. 

## Polémicas y controversias
En 1991 la publicación del álbum Hipopotamomus le vale una denuncia de la empresa Michelin. En la portada, Bibendum, la mascota y logotipo de la empresa aparece dibujada con una cabeza de hipopótamo, y en una de sus canciones se le compara con una muñeca inflable. Momus pierde el juicio, y todas las copias del álbum que estaban sin vender son destruidas. En 1999, después de una denuncia de la compositora Wendy Carlos a causa de una canción sobre ella, Momus se encuentra endeudado y decide lanzar el doble álbum Stars Forever, en el cual ofrece a sus admiradores componer canciones dedicadas a ellos a cambio de mil dólares por canción. La iniciativa es un éxito, y permite salvar su sello discográfico Le Grand Magistery de la ruina.

## Discografía

### Álbumes de estudio
| Disco                                                   | Año de publicación |
| ------------------------------------------------------- | ------------------ |
| Circus Maximus                                          | 1986               |
| The Poison Boyfriend                                    | 1987               |
| Tender Pervert                                          | 1988               |
| Don’t Stop The Night                                    | 1989               |
| Hippopotamomus                                          | 1991               |
| The Ultraconformist (Live Whilst Out of Fashion)        | 1992               |
| Voyager                                                 | 1992               |
| Timelord                                                | 1993               |
| Slender Sherbert                                        | 1995               |
| The Philosophy of Momus                                 | 1995               |
| Twenty Vodka Jellies                                    | 1996               |
| Ping Pong                                               | 1997               |
| The Little Red Songbook                                 | 1998               |
| Stars Forever                                           | 1999               |
| Folktronic                                              | 2001               |
| Oskar Tennis Champion                                   | 2003               |
| Summerisle, a collaboration with Anne Laplantine        | 2004               |
| Otto Spooky                                             | 2005               |
| Ocky Milk                                               | 2006               |
| Joemus, a collaboration with Joe Howe                   | 2008               |
| Hypnoprism                                              | 2010               |
| Thunderclown, a collaboration with John Henriksson      | 2011               |
| Bibliotek                                               | 2012               |
| Momus in Samoa                                          | 2012               |
| Sunbutler, a collaboration with Joe Howe                | 2012               |
| MOMUSMCCLYMONT, una colaboración con David McClymont    | 2013               |
| Bambi                                                   | 2013               |
| MOMUSMCCLYMONT II, una colaboración con David McClymont | 2014               |
| Turpsycore                                              | 2015               |
| Scobberlotchers                                         | 2016               |

### Compilaciones
| Disco                                       | Año de publicación |
| ------------------------------------------- | ------------------ |
| Monsters of Love                            | 1990               |
| Forbidden Software Timemachine              | 2003               |
| Public Intellectual An Anthology. 1986-2016 | 2016               |

### Sencillos y EP
| Disco                             | Año de publicación |
| --------------------------------- | ------------------ |
| The Beast With 3 Backs            | 1985               |
| Murderers, The Hope of Women      | 1986               |
| Nicky                             | 1986               |
| The Hairstyle of the Devil UK #94 | 1989               |
| Spacewalk                         | 1992               |
| The Sadness of Things             | 1995               |
| The Thunderclown                  | 2011               |

## Publicaciones
Momus también ha desarrollado una carrera como escritor y periodista musical. Entre sus libros se cuentan The Book of Scotlands (2009), The Book of Jokes (2009; publicado en castellano como El libro de las bromas por la editorial Alpha Decay) y The Book of Japan (2011).